# توماس كيني
توماس كيني هو سياسي أمريكي، ولد في 3 مارس 1868 في سانت لويس في الولايات المتحدة، وتوفي بنفس المكان في 15 مايو 1912. نشط حزبياً في الحزب الديمقراطي. وقد انتخب عضو مجلس ولاية ميزوري ‏.